# Leucospermum cuneiforme
Leucospermum cuneiforme es una especie de arbusto   perteneciente a la familia Proteaceae. Es originaria de Sudáfrica.

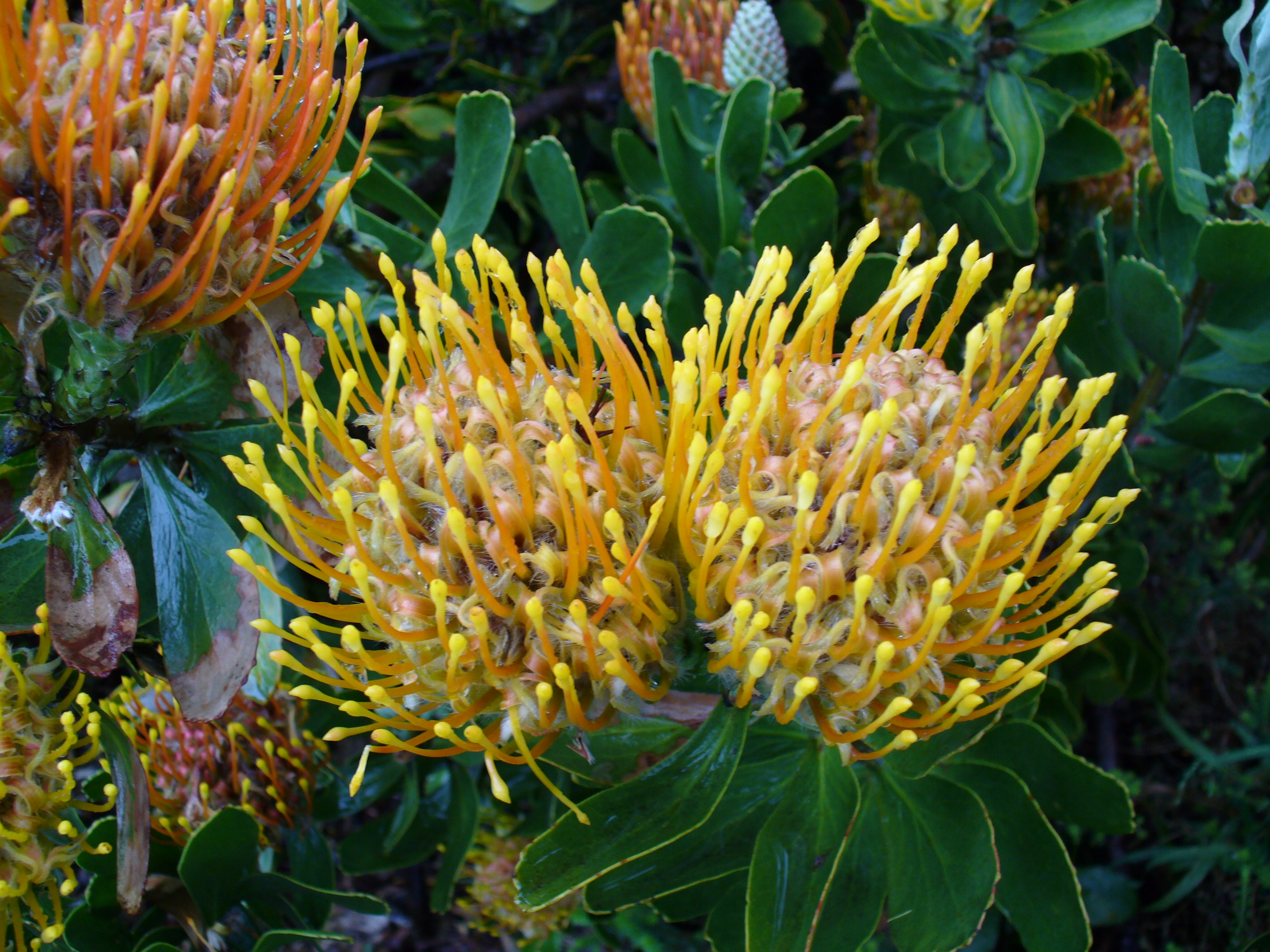
Detalle de la flor

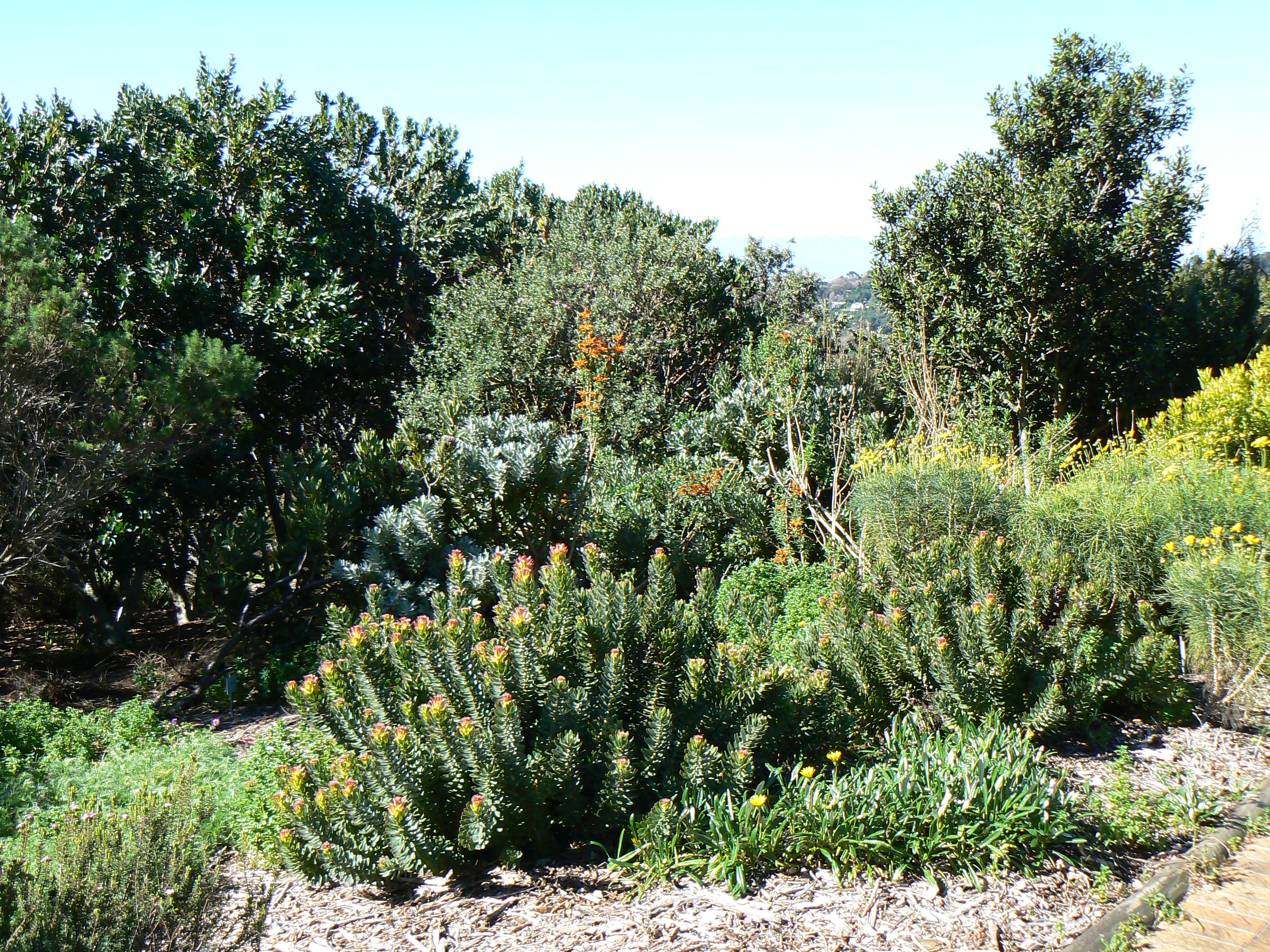
Vista de la planta en su hábitat

## Descripción
Leucospermum cuneiformei es un pequeño arbusto robusto que alcanza un tamaño de 1,5-2 m de altura, pero puede llegar hasta los 3 m.  Las ramas en la base de la planta están cubiertas de verrugas y pústulas, (esta es una característica única y un identificador seguro de esta especie). Las hojas son coriáceas, de color verde, sin pelos, en forma de cuña (cuneiforme), con 3-10 dientes apicales. Las inflorescencias son grandes, ovales, de 50-90 mm de ancho. Se producen en las puntas de las ramas, por lo general solas, en ocasiones, en grupos de 2 o 3. El color de las flores varía de una localidad a otra. Muy a menudo las flores envejecen de color amarillo brillante a naranja, pero existen algunas diferencias: algunas tienen estilos de color naranja, rojo o estilos de punta, otras de color naranja suave, algunas de un color naranja rosado, muchos de ellas tienen un atractivo bicolor (amarillo y naranja). Las flores se producen en cualquier época del año, pero la época de floración principal es la primavera hasta finales del verano (agosto-febrero). Las semillas se liberan alrededor de dos meses después de la floración. Los frutos son secos y pequeños cubiertos por una piel suave y carnosa, blanca.

## Distribución y hábitat
Leucospermum cuneiforme crece en las laderas de piedra arenisca en la Provincia Occidental del Cabo y la Provincia Oriental del Cabo, desde el nivel del mar hasta los 1000 m. Se encuentran generalmente como plantas dispersas.  Se encuentra en las áreas donde las precipitaciones se distribuye uniformemente durante todo el año. Crece en fynbos, fynbos áridos y en los márgenes del bosque subtropical de dunas costeras y en las márgenes de los fríos bosques de hoja perenne de clima templado. Sin embargo, siempre se encuentra en suelos derivados de piedra arenisca de la Montaña de la Mesa, cuarcita Witteberg o arena estabilizada costera de origen terciario.

## Taxonomía
Leucospermum cuneiforme fue descrita por (Burm.f.) Rourke y publicado en Journal of South African Botany 33: 263. 1967.
Etimología
El género Leucospermum deriva de las palabras griegas leukos que significa blanco, y de spermum =  semilla, en referencia a las semillas blancas o de color claro de muchas especies. 
El epíteto cuneiforme  debe su nombre a sus hojas en forma de cuña, del latín cuneus = cuña o en forma de cuña, y folium = hoja.
Sinonimia
- Leucospermum attenuatum R. Br.
- Leucospermum ellipticum R. Br.[3]